# Nam Định
Nam Định là một phường thuộc tỉnh Ninh Bình, Việt Nam.

## Địa lý
Nam Định nằm cách phường Hoa Lư - trung tâm tỉnh lỵ Ninh Bình 33 km về phía Đông Bắc dọc theo quốc lộ 10, có vị trí địa lý:
- Phía đông giáp phường Thiên Trường.
- Phía nam giáp các phường Hồng Quang, Trường Thi và Vị Khê.
- Phía tây giáp phường Đông A.
- Phía bắc giáp xã Nam Lý.

Phường được thành lập trong đợt sáp nhập tỉnh thành Việt Nam 2025, trên cơ sở phần lớn vùng trung tâm của thành phố Nam Định trước đây.
Phường Nam Định	có diện tích: 19,91	km², dân số:	188.751 người, mật độ dân số: 	9480 người/km². Đây là đơn vị hành chính có diện tích xếp thứ: 110, số dân và mật độ dân số đông nhất	trong số 129 xã, phường ở tỉnh Ninh Bình.
Phường này nằm trên Quốc lộ 10, 21B, 38B, và cũng là nơi có sông Đào chảy qua.

## Lịch sử
Theo Nghị quyết số 1674/NQ-UBTVQH15 ngày 16/6/2025 về sắp xếp các đơn vị hành chính cấp xã của tỉnh Ninh Bình năm 2025, sắp xếp toàn bộ diện tích tự nhiên, quy mô dân số của các phường Quang Trung (thành phố Nam Định), Vị Xuyên, Lộc Vượng, Cửa Bắc, Trần Hưng Đạo, Năng Tĩnh, Cửa Nam và xã Mỹ Phúc thành phường mới có tên gọi là phường Nam Định.